# Image Engine
Image Engine (também conhecido como Image Engine Design Inc.) é um estúdio de efeitos visuais com sede em Vancouver, Colúmbia Britânica. Fundado em 1995, o estúdio é especializado em design de personagem/criatura e na animação, nos ambientes digitais, na supervisão de VFX, e na arte conceitual, entre outros serviços. Em 2010, a empresa foi nomeada para um Oscar de Melhores Efeitos Visuais por seu trabalho em Distrito 9. Desde então, eles contribuíram para longas-metragens e séries de televisão, incluindo Jurassic World, Straight Outta Compton, Game of Thrones e Chappie.
Em agosto de 2015, foi anunciado que a Image Engine se fundiu com estúdio de efeitos visuais de animação Cinesite.